# Lars Oftedal (präst)
Lars Oftedal, född den 27 december 1838 i Stavanger, död där den 2 maj 1900, var en norsk präst och politiker, far till journalisten och politikern Lars Oftedal.
Oftedal blev som student religiöst väckt, tog 1864 teologie kandidatexamen och verkade ett par år som sjömanspräst i Cardiff, men flackade sedan ånyo omkring i Sör- och Vestlandet som uppbyggelsepredikant i frikyrkoförsamlingar, där han vann stort inflytande genom sin brett folkliga förkunnelse. År 1885 blev han kyrkoherde i sin födelsestad. 
Redan förut hade han tagit initiativ till flera välgörenhetsinrättningar och andra socialreformatoriska företag av praktisk betydelse, en vittomfattande verksamhet, som han alltjämt med mycken affärsskicklighet ledde genom ett över hela landet organiserat insamlingsarbete. Därjämte utsände han från av honom själv upprättat tidningstryckeri "Vestlandsposten", ursprungligen organ för vestländska kyrkorörelsen, men snart även för en klerikal, "moderat" politik. 
Stortingsman för Stavanger 1883-85 och 1889-91, blev han omvald även för perioden 1892-94. Han slöt sig till Jakob Sverdrups "kirkeparti", vars ledare Oftedal var utanför stortinget, röstade 1883 för riksrättsåtal mot ministären Selmer och gick 1885 i spetsen vid gamla vänsterpartiets sprängning genom vägran av "digtergage" till Alexander Kielland. 
Härigenom kom Oftedal att stå som den åtminstone nominelle chefen för ett eget under senare hälften av 1880-talet politiskt betydande demokratiskt, vestländskt kyrkoparti, de så kallade "Oftedöler", efter Kiellands spefulla tendensroman "Sankt Hans fest" benämnda "kaniner". Oftedals och partiets prestige led emellertid ansenligt avbräck genom en i norska kyrkans historia enastående tilldragelse. 
Allhelgonadagen (1 november) 1891 beredde nämligen Oftedal hela landet en sensationell överraskning genom att i sin egen kyrka offentligen (och, som det sedan visade sig, under påtryckning från sina överordnade) bekänna, att han gjort sig skyldig till otukt ("usaedeligt forhold"), i följd varav han nödgades nedlägga sitt kyrkliga ämbete, sina övriga befattningar och sitt stortingsmandat. 
Efter sitt avsked var han dock snart åter i farten som väckelsepredikant, redaktör och förläggare. Den 1 september 1893 uppsatte han det ännu bestående "Stavanger aftenblad" (som efter hans död under över ett halvsekel, med avbrott under den tyska ockupationen, utgavs av hans son och sonson) och hade före sin död ånyo blivit stadsfullmäktig.